# Probaenia crenata
Probaenia crenata is een keversoort uit de familie bladkevers (Chrysomelidae). De wetenschappelijke naam van de soort werd in 1843 gepubliceerd door Charles Émile Blanchard.